# Cisterna d’Asti
Cisterna d’Asti – miejscowość i gmina we Włoszech, w regionie Piemont, w prowincji Asti.
Według danych na styczeń 2009 gminę zamieszkiwało 1313 osób przy gęstości zaludnienia 123,3 os./1 km².